# 米盧什
50°46′46″N 25°16′33″E / 50.77944°N 25.27583°E
米盧什（烏克蘭語：Милуші），是烏克蘭的村落，位於該國西部沃倫州，由盧茨克區負責管轄，始建於1446年，面積0.87平方公里，海拔高度191米，2001年人口765，人口密度每平方公里879.31人。